# Daniel Viteri
Daniel Jimmy Viteri Vinces (Guayaquil, 12 dicembre 1981) è un allenatore di calcio ed ex calciatore ecuadoriano, di ruolo portiere, tecnico in seconda del Guayaquil City.

## Carriera

### Club
Ha giocato per Deportivo Quito ed Emelec prima di passare nel 2008 all'LDU Quito.

### Nazionale
Ha giocato nella nazionale ecuadoriana Under-20, con la quale nel 2001 ha partecipato ai Mondiali di categoria.
Per la nazionale di calcio ecuadoriana, ha fatto parte della lista di 23 convocati al campionato del mondo 2002.

## Palmarès

### Club

#### Competizioni nazionali
- Campionato ecuadoriano: 2

Emelec: 2001, 2002

#### Competizioni internazionali
- Coppa Libertadores: 1

LDU Quito: 2008
- Coppa Sudamericana: 1

LDU Quito: 2009
- Recopa Sudamericana: 2

LDU Quito: 2009, 2010